# Okręty podwodne typu Barbel
Okręty podwodne typu Barbel – pierwszy typ amerykańskich okrętów podwodnych, których konstrukcję oparto na kadłubie typu albacore, jednocześnie ostatni amerykański typ okrętów podwodnych niekorzystających z napędu jądrowego. Okręty tego typu powstały w celu szybkiego wykorzystania wyników programu konstrukcyjnego i badawczego eksperymentalnego okrętu USS „Albacore” (AGSS-569) w jednostkach bojowych. W związku z podjęciem przez szefa operacji morskich US Navy, admirała Arleigh'a Burke, decyzji o ostatecznej rezygnacji z okrętów podwodnych o napędzie konwencjonalnym, program budowy tych okrętów przerwano po wybudowaniu trzech jednostek.

## Geneza
Już kilka miesięcy po wejściu do służby eksperymentalnej jednostki USS „Albacore” (AGSS-569) – amerykańskie Bureau of Ships (BuShips) (Biuro Okrętów) zaczęło rozważać wykorzystanie jego koncepcji kadłuba w okrętach bojowych. W gronie konstruktorów US Navy ścierało się jednak kilka koncepcji szczegółowych rozwiązań, wśród których była między innymi kwestia liczby śrub napędowych. Zwolennicy zastosowania dwóch, podnosili fakt większej wiarygodności systemu napędowego korzystającego z pary śrub, jednak zwolennicy pojedynczej śruby twierdzili, iż jedna śruba zapewnia większą wydajność i prędkość w zastosowaniach podwodnych. W listopadzie 1954 roku BuShips zaproponowało 3 warianty nowych okrętów, na podstawie których stocznia Electric Boat (EB) opracowała stanowiący pochodną okrętów podwodnych typu Tang projekt „Darter” (SS-576), oraz dwa oparte na konstrukcji USS „Albacore” – dwuśrubowy oraz napędzany jedną śrubą. Ostatni z tych wariantów już pod koniec 1953 roku był przedmiotem programu Portsmouth Naval Shipyard (PNS), stoczni która zbudowała oryginalnego „Albacore”.
|                     | „Darter” (SS-576) | Albacore z dwoma śrubami | Albacore z jedną srubą |
| ------------------- | ----------------- | ------------------------ | ---------------------- |
| Wyporność:          |                   |                          |                        |
| nawodna             | 2102 ton          | 2033 ton                 | 2020 ton               |
| podwodna            | 2369 ton          | 2300 ton                 | 2285 ton               |
| Długość             | 81,88 m           | 63,41 m                  | 62,50 m                |
| Szerokość           | 8,28 m            | 8,84 m                   | 8,84 m                 |
| Wały napędowe       | 2                 | 2                        | 1                      |
| Prędkość            |                   |                          |                        |
| nawodna             | 15,7 węzła        | 14 węzłów                | 14,1 węzłów            |
| podwodna            | 16,3 węzła        | 17,4 węzła               | 18,6 węzła             |
| Wyrzutnie torpedowe |                   |                          |                        |
| dziobowe            | 6 × 533 mm        | 6 × 533 mm               | 6 × 533 mm             |
| rufowe              | 2 × 400 mm        | 2 × 400 mm               | -                      |

Opracowany przez Electric Boat projekt „Darter” miał jednak zbyt małą prędkość podwodną, stąd też podstawą dalszych prac stał się projekt opracowany przez PNS, który został zaakceptowany przez BuShips jako „Barbel” (SS-580). W 1955 roku Departament Marynarki Stanów Zjednoczonych zamówił w stoczni Portsmouth Naval Shipyard okręt prototypowy nowego typu „Barbel” (SS-580), natomiast w następnym roku w stoczniach Ingalls Shipbuilding (w Pascagoula w stanie Mississippi) oraz New York Shipbuilding (w Camden w stanie New Jersey) zostały złożone zamówienia na dwie kolejne jednostki. Jako że żadna z tych dwóch stoczni nie budowała wcześniej okrętów podwodnych, zamówienia te stanowiły dla nich otwarcie nowych perspektyw rozwoju w zakresie okrętów podwodnych z napędem konwencjonalnym, podczas gdy stocznia Electric Boat i stocznie należące do Departamentu Marynarki Wojennej były już w tym czasie skoncentrowane na budowie okrętów z napędem jądrowym.

## Konstrukcja

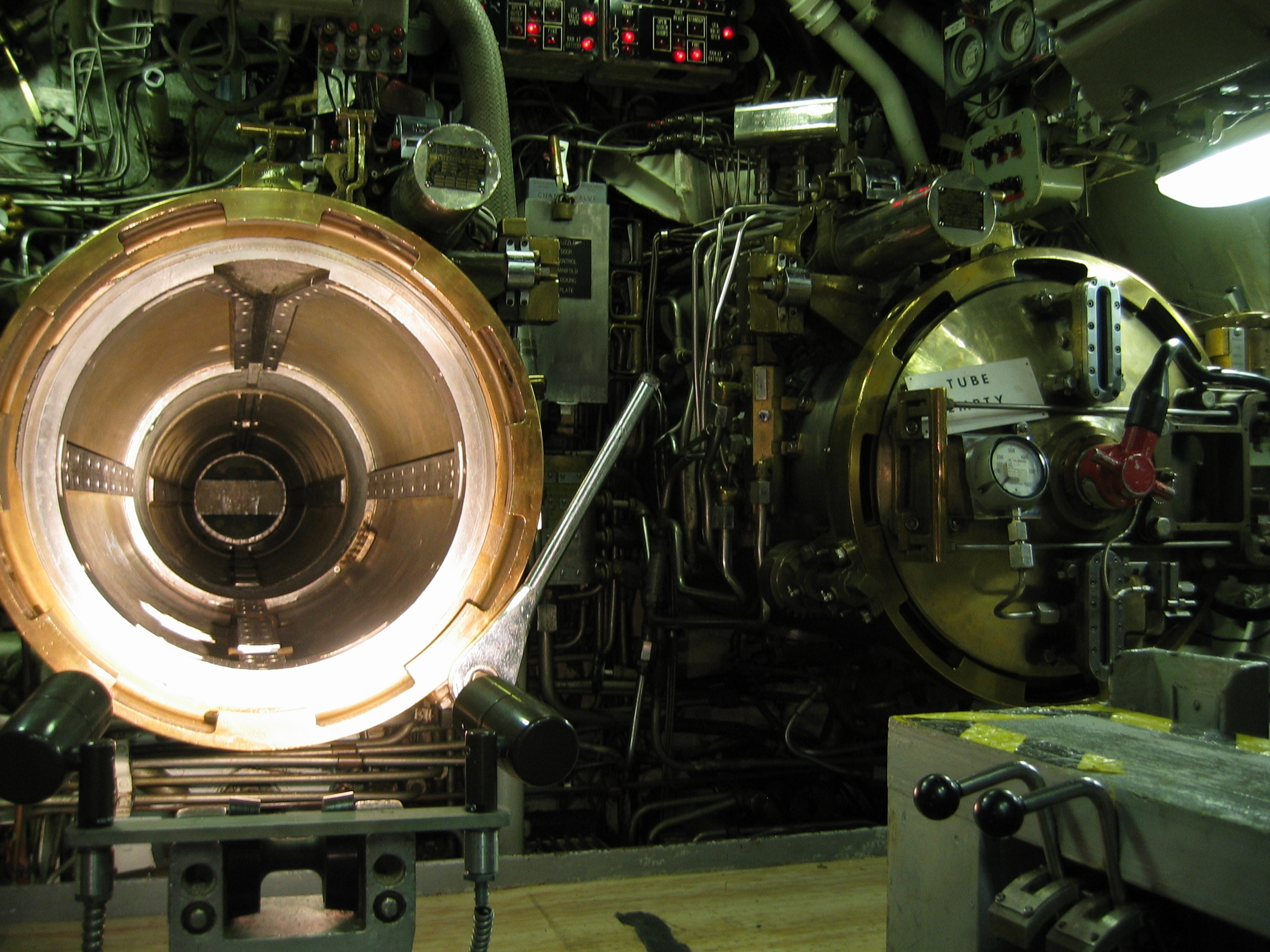
Wyrzutnie torpedowe USS „Blueback” (SS-581)

Jako okręt bojowy „Barbel” musiał być zdolny do sprawnego wykonywania manewrów na małej głębokości oraz operacji z niewielką szybkością. Stąd też, w odróżnieniu od oryginalnego USS „Albacore” został wyposażony w stery głębokości umieszczone na dziobie okrętu, które po jakimś czasie zostały jednak przeniesione na boczne powierzchnie kiosku. Okręt otrzymał sześć umieszczonych na dziobie wyrzutni torpedowych kalibru 21 cali (533 mm), z przestrzenią na 16 torped zapasu. Z uwagi na zwężająca się rufę okręt nie otrzymał rufowych wyrzutni torpedowych. W zakresie systemów akustycznych wyposażono go w sonary: BQR-2, BQS-4 oraz SQS-4 i system kontroli ognia. Też wzrosła liczba członków załogi w związku ze znacznie większymi rozmiarami „Barbel”. Okręty typu Barbel posiadały wyporność nawodną 2150 ton (przy 1242 t „Albacore”), były wyposażone w 3 generatory Diesla oraz dwa relatywnie niewielkie silniki elektryczne o mocy 3125 koni mechanicznych, co pozwalało im na osiągnięcie prędkości podwodnej 18,5 węzła. Średnica kadłuba, wynosząca w najszerszym miejscu 29 stóp (8,84 m), pozwoliła na umieszczenie w jego śródokręciu trzech pełnych pokładów, co znacznie zwiększyło przestrzeń możliwą do wykorzystania dla systemów kontroli oraz przez pomieszczenia mieszkalne załogi.
Trzeci i ostatni okręt tego typu został ukończony w 1959 roku. Z powodu podjęcia przez admirała Arleigha Burke’a decyzji kontynuacji rozwoju floty podwodnej wyłącznie w oparciu o okręty z siłownią jądrową, program okrętów typu Barbel nie był kontynuowany. Decyzja ta została podjęta w 1956 roku, nieco ponad rok po wyjściu w morze pionierskiej jednostki atomowej – USS „Nautilus” (SSN-571), który zademonstrował Marynarce Wojennej technologiczną gotowość do przestawienia całej floty podwodnej US Navy na napęd nuklearny.

## Jednostki

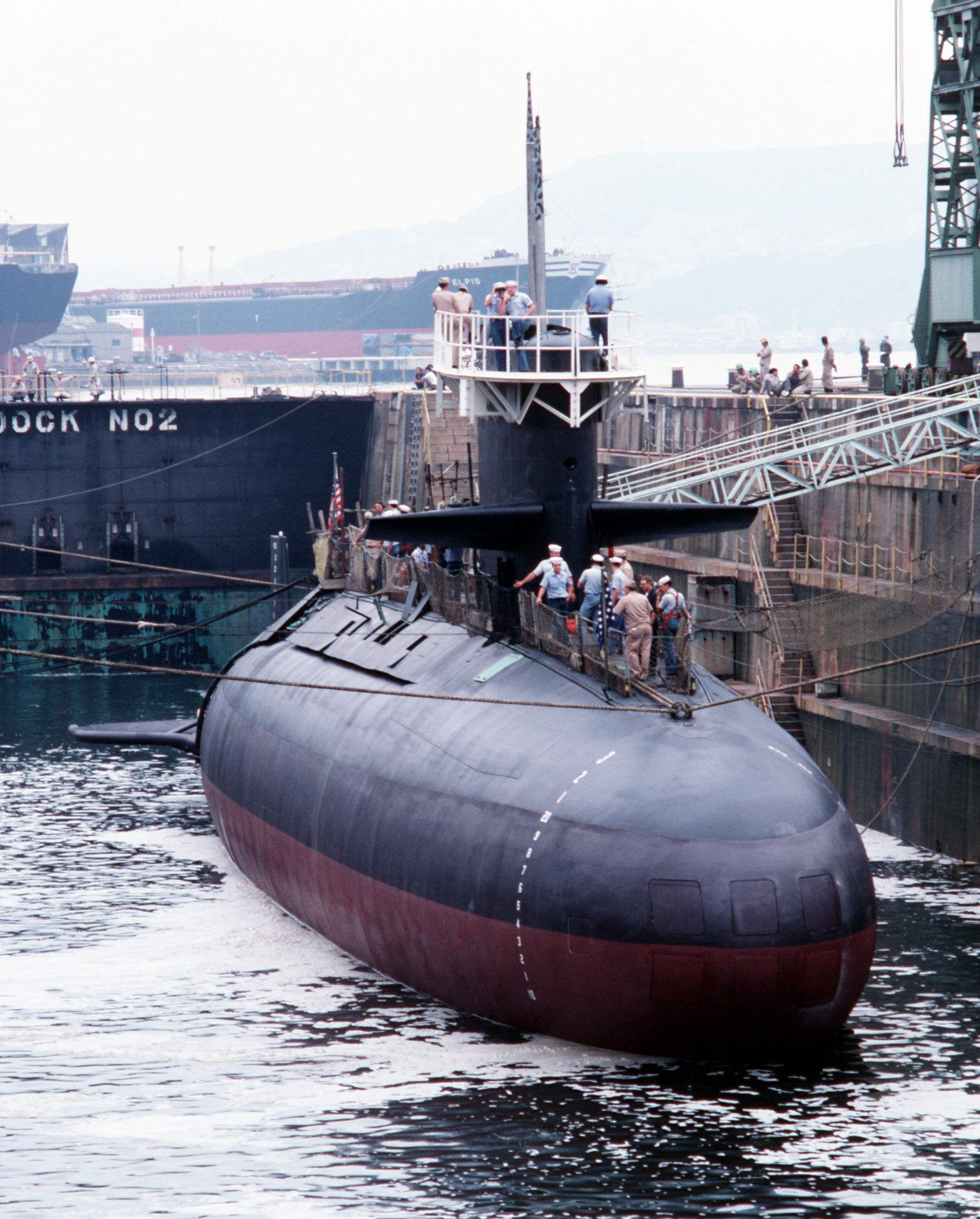
USS „Barbel” (SS-580) w trakcie zalewania suchego doku po remoncie okrętu

|                         | Początek budowy  | Wodowanie         | Przyjęcie do służby  | Wycofanie ze służby |
| ----------------------- | ---------------- | ----------------- | -------------------- | ------------------- |
| USS Barbel (SS-580)     | 18 maja 1956     | 19 lipca 1958     | 17 stycznia 1959     | 4 grudnia 1989      |
| USS „Blueback” (SS-581) | 15 kwietnia 1957 | 16 maja 1959      | 15 października 1959 | 1 października 1990 |
| USS „Bonefish” (SS-582) | 3 czerwca 1957   | 22 listopada 1958 | 9 lipca 1959         | 28 września 1988    |

## Transfer technologii
Okręty tego typu służyły w marynarce wojennej ponad 30 lat – aż do roku 1990. Okazały się jednak okrętami na tyle udanymi, iż ich technologia została przekazana marynarkom wojennym Holandii oraz Japonii, które oparły na niej okręty swoich typów Zwaardvis, Walrus i Yushio. Istnieją też spekulacje na temat przekazania technologii Barbel lub nawet budowy na ich podstawie przez Stany Zjednoczone okrętów podwodnych dla Marynarki Wojennej Tajwanu, mimo że Stany Zjednoczone oficjalnie nie potwierdziły tej możliwości.